# Стасюк Ігор Валерійович
Ігор Валерійович Стасюк (нар. 14 грудня 1975, Хмельницький, УРСР) — український футболіст, нападник.

## Життєпис
З 1992 по 1994 рік грав за хмельницьке «Поділля», провів 12 матчів. Сезон 1994/95 років розпочав у клубі «АДВІС», в 9 матчах першості забив 4 м'ячі, ще 1 поєдинок зіграв у Кубку України, після чого повернувся в «Поділля», де провів ще 3 зустрічі.
Влітку 1995 року перейшов у шепетівський «Темп-АДВІС», в 16 матчах забив 2 м'ячі. У 1996 році виступав за тимашевский «Смарагд», у 31 матчі відзначився 21 голом. З 1997 по 1998 рік захищав кольори таганрозького «Торпедо», за яке зіграв 59 матчів і забив 21 м'яч.
На початку 1999 року перейшов у донецький «Металург», в складі якого дебютував у Вищій лізі України, де провів 9 зустрічей. У тому ж 1999 року поповнив ряди «Кубані», за яку зіграв 17 матчів і забив 9 м'ячів, а м'яч, забитий ним 30 серпня 1999 року, став 500-м в російській історії «Кубані».
З 2000 по 2001 рік грав в аматорських командах «Товтри» (Чемерівці) й «Лужани» в турнірах ААФУ. У 2002 році перейшов у «Дінабург», за який зіграв 2 поєдинки у Вищій лізі Латвії, після чого поповнив ряди «Вентспілса», де й дограв сезон, провівши 8 матчів, забив 1 м'яч і став віце-чемпіоном.
З 2003 по 2004 рік знову виступав за «Поділля», в складі якого в 51 зустрічі першості забив 22 м'ячі, і ще зіграв 2 матчі й відзначився 1 голом у Кубку України. У 2005 році захищав кольори клубу «Миколаїв», в 11 іграх забив 1 м'яч. Крім того, виступав в тому році і в турнірах ААФУ за команду «Європа» (Прилуки).
У 2006 році провів 6 матчів за «Олком», після чого відправився в Молдову, де зіграв 3 зустрічі у Вищій лізі за атакський клуб «Ністру».
У 2007 році грав у турнірах ААФУ за команди «Будфарфор» (Славута) та «Конфермат» (Хмельницький). У 2010 році у складі аматорського «Поділля» (Хмельницький) разом з іншим професіоналом О.Сенделем виграв чемпіонат Хмельницької області.

## Досягнення
- Латвійська футбольна Вища ліга
  -  Срібний призер (1): 2002